# Almantas Blažys
Almantas Blažys (* 23. August 1964  in Pandėlys bei Rokiškis) ist ein litauischer Politiker, von 2008 bis 2011 Bürgermeister der Rajongemeinde Rokiškis.

## Leben
Nach dem Abitur an der Mittelschule absolvierte Blažys 1985 das Diplomstudium als Ingenieur an der Lietuvos žemės ūkio akademija. Von 1990 bis 1995 war er Deputat im Rat des Rajons Rokiškis. Seit 1995 ist er Mitglied im Rat der Rajongemeinde. Von 1997 bis 2000 und von 2008 bis 2011 war er Bürgermeister der Rajongemeinde Rokiškis. Seit 2000 arbeitet er als Arbeitsinspektor bei Valstybinė darbo inspekcija, Abteilung Panevėžys.
Seit 1993 ist Blažys Mitglied von Tėvynės sąjunga (Lietuvos konservatoriai).
Blažys ist verheiratet. Mit Frau Alma hat er den Sohn Augustinas und die Tochter Giedrė.